# Игра в классики (роман)
«Игра́ в кла́ссики» (исп. Rayuela) — экспериментальный роман аргентинского писателя Хулио Кортасара, написанный в 1963 году. Считается самым известным произведением писателя и заметным образцом постмодернистской литературы.

## Структура романа
Роман отличается необычной структурой. Согласно предисловию, оставленному самим писателем, в книге заключается сразу «много книг», однако, как минимум, Кортасар предлагает две техники чтения: обычную, в которую входят первые две части романа — «По ту сторону» и «По эту сторону» и в которых завершается основной сюжет, и чтение по специальной схеме, согласно которой, следует также читать главы из части «С других сторон». Порядок, в котором следует читать книгу, установлен самим писателем — ему можно следовать с помощью схемы или указателей в конце каждой главы. В схему попадают все главы романа, кроме предпоследней, 55-й.

## Персонажи

### Главный герой
Главный герой романа — Орасио Оливейра — предаётся размышлениям о подноготной своего существования и сложных взаимоотношениях с окружающим миром. Катализатором его размышлений служит общение со знакомыми: возлюбленной из Парижа по имени Мага, парижским «Клубом» интеллектуалов и аргентинскими друзьями Тревелером и Талитой.

### Другие персонажи
Этьен, соратник Орасио Оливейра из Клуба Змеи, которого он часто навещал в его студии в Париже. Прототип — Серхио де Кастро, французский художник аргентинского происхождения.